# Dhronecken
Dhronecken im Hunsrück ist eine Ortsgemeinde im Landkreis Bernkastel-Wittlich in Rheinland-Pfalz. Sie gehört der Verbandsgemeinde Thalfang am Erbeskopf an.

## Geographie
Dhronecken liegt zwischen Trier und Saarbrücken, an der Hunsrückhöhenstraße, 9 km von der Autobahn 1, Richtung Morbach. In der Dhronecker Mulde bildet sich durch Zusammenfluss zweier Bäche die Kleine Dhron, die dem Flüsschen Dhron und damit der Mosel zufließt.

## Geschichte

### Frühzeit
Dhronecken liegt im nachweisbar ältesten Stamm- und Kerngebiet der Kelten, das sich um 500 v. Chr. von der mittleren Donau bis nach Lothringen erstreckte (Hallstattkultur) und sich erst in späteren Jahrhunderten nach Frankreich ausdehnte. Gräberfelder, vor allem aber die Hügelfestungen zeugen von jenen Zeiten; der so genannte Hunnenring – unweit bei Otzenhausen – ist ein mächtiges Beispiel, und auch im Randbereich Dhroneckens, auf dem Röderberg, liegt eine kleinere, ovale Wallanlage der Kelten.
Es entwickelte sich damals im Gebiet der Eifel und des Hunsrück eine eigenständige Kultur, die der Treverer, die sich räumlich in eine West- und Ostgruppe unterteilte. Dabei gehörte das heutige Dhronecken der westlichen Gruppe an. Schriftliche Quellen fehlen, aber archäologisch lässt sich diese eigenständige Kultur über die Trachten der Bestatteten und durch eigene Formen und Verzierungen der Grabbeigaben, insbesondere der Tongefäße belegen.
Die keltischen Treverer behaupteten von sich selbst, germanischen Ursprungs zu sein. Wie Caesar in seinen acht Büchern (De Bello Gallico) über den Krieg mit den Kelten ausführlich berichtet, standen sie im Ruf besonderer Tapferkeit und verfügten über die bei weitem bedeutendste Reiterei „in ganz Gallien“.

### Römerzeit
Mit dem Sieg Caesars über die Stämme der Kelten im Jahre 51 v. Chr. wurde das heutige Dhronecken Teil einer römischen Provinz mit dem Namen Belgica Prima (siehe: Archäologiepark Belginum). Damals entstand bei Dhronecken eine römische Siedlung, ebenfalls auf dem Röderberg, mit Heiligtum, Pilgerhäusern und Gaststätten. Bemerkenswert auch die breite Ansiedlung von Sarmaten zwischen Dhron und Nahe, also von Nicht-Germanen aus der heute russischen Steppe. Mit der germanischen Völkerwanderung endete die Besetzung durch die Römer, nach zahlreichen keltischen Aufständen und ersten Einfällen der Germanen. Die letzten römischen Münzen aus dem Dhronecker Umfeld stammen aus der Zeit um 400 n. Chr.

### Frankenzeit
Nach den Wirren der Völkerwanderung besetzten die Franken den Hunsrück. Ein heute „Moselfranken“ genannter Stamm hatte sich um 420 von den Rheinfranken getrennt und war westwärts gezogen. Als „Moselfränkisch“ lebt ihre Sprache bis in die Gegenwart fort und verbindet als Dialekt das Dhronecker Land mit Trier und dem nördlichen Saarland, auch mit Luxemburg, dessen Landessprache, neben dem Französischen und dem Hochdeutschen, das Moselfränkische geblieben ist.
Politisch wurden die Stämme der Franken durch ihre Könige geeint. Sie teilten das Land in Gaue, wobei Dhronecken dem Triergau zugeordnet wurde und damit dem Trierer Bischof, was durch die Könige Pippin und Karl der Große um das Jahr 800 durch Urkunden bestätigt wurde.

### Mittelalter bis zur Gegenwart
Im Verlauf des Mittelalters kam es zur Aufsplitterung in kleinere Territorien. Die Feste Troneck wurde Herrschaftssitz der so genannten Wildgrafen und damit der gesamten Mark Thalfang (Talevangero marca). Bereits in einer Urkunde von 1223 schwor Wildgraf Conrad dem Grafen von Luxemburg den Vasalleneid. Streitereien um Erbe und Unabhängigkeit blieben nicht aus, doch um 1350 gelang es Balduin, Erzbischof und Kurfürst von Trier, die Burg Dhronecken endgültig als militärischen Stützpunkt Triers „in seinen Schirm“ zu nehmen.
1564 führten die Wild- und nun auch Rheingrafen die Reformation in der Mark Thalfang ein, die seither wie eine Insel vom Gebiet des katholischen Kurtrier umgeben war. Auch dies verursachte mit die unfassbaren Verwüstungen und Schrecken, welche die Burg Dhronecken und ihre den Grafen leibeigenen Bewohner im Dreißigjährigen Krieg (um 1630), durch die Eroberungskriege Ludwigs XIV. (um 1680), den Pfälzischen Erbfolgekrieg (um 1690) und den Spanischen Erbfolgekrieg (um 1700) erleiden mussten. Erst die französische Revolution beendete 1794 die Leibeigenschaft, bedeutete aber auch die Auflösung des Amtes Dhronecken und die nahezu vollständige Zuordnung zur Bürgermeisterei Thalfang und damit seit 1815 zum Königreich Preußen.
Ab 1803 wurde der gesamte Adelsbesitz versteigert, erworben zum großen Teil von der Dhronecker Amtmann- und Richterfamilie Heusner . Die Leibeigenen selbst, da ohne Vermögen, gingen weitgehend leer aus. Armut herrschte fortan. Um 1840 entschlossen sich daher viele Einwohner aus Dhronecken und Umgebung, nach Amerika oder in die von Türken befreiten Gebiete Österreichs auszuwandern. Erst die Industrialisierung von Ruhr und Saar brachte wieder einigen Wohlstand.
1903 wurde Dhronecken durch die Bahnstrecke von Morbach nach Hermeskeil erschlossen. Im Zweiten Weltkrieg war Dhronecken daher ein wichtiger Nachschubort für den Bau der umliegenden Westwallbefestigungen, aber auch, in den letzten Kriegsjahren, für V2-Raketen, die, unter großer Geheimhaltung gegenüber den Einwohnern, aus einem nahegelegenen Waldstück abgefeuert wurden. Die Alliierten bombardierten Dhronecken, doch den größten Schaden verursachten deutsche Pioniere. Bevor sie auf Fahrrädern in Richtung Thalfang flüchteten, sprengten sie alle Brücken im Dorf.
Seit 1946 ist der Ort Teil des im gleichen Jahr neu gebildeten Landes Rheinland-Pfalz.

### Einwohnerentwicklung
Die Entwicklung der Einwohnerzahl von Dhronecken, die Werte von 1871 bis 1987 beruhen auf Volkszählungen:
| Jahr | Einwohner |
| 1815 | 130       |
| 1835 | 256       |
| 1871 | 189       |
| 1905 | 174       |
| 1939 | 180       |

| Jahr | Einwohner |
| 1950 | 187       |
| 1961 | 203       |
| 1970 | 173       |
| 1987 | 113       |
| 2005 | 133       |

## Politik

### Gemeinderat
Der Gemeinderat in Dhronecken besteht aus sechs Ratsmitgliedern, die bei der Kommunalwahl am 9. Juni 2024 in einer Mehrheitswahl gewählt wurden, und dem ehrenamtlichen Ortsbürgermeister als Vorsitzendem.

### Bürgermeister
Oliver Niedzwiedz wurde am 9. Juli 2024 Ortsbürgermeister von Dhronecken. Bei der Direktwahl am 9. Juni 2024 war er als einziger Bewerber mit einem Stimmenanteil von 51,4 % für fünf Jahre gewählt worden.
Sein Vorgänger Detlef Jochem hatte das Amt 1994 übernommen. Zuletzt bei der Direktwahl am 26. Mai 2019 wurde er mit einem Stimmenanteil von 58,33 % für weitere fünf Jahre in seinem Amt bestätigt. Bei der Wahl 2024 kandidierte er nicht erneut.

## Kultur und Sehenswürdigkeiten

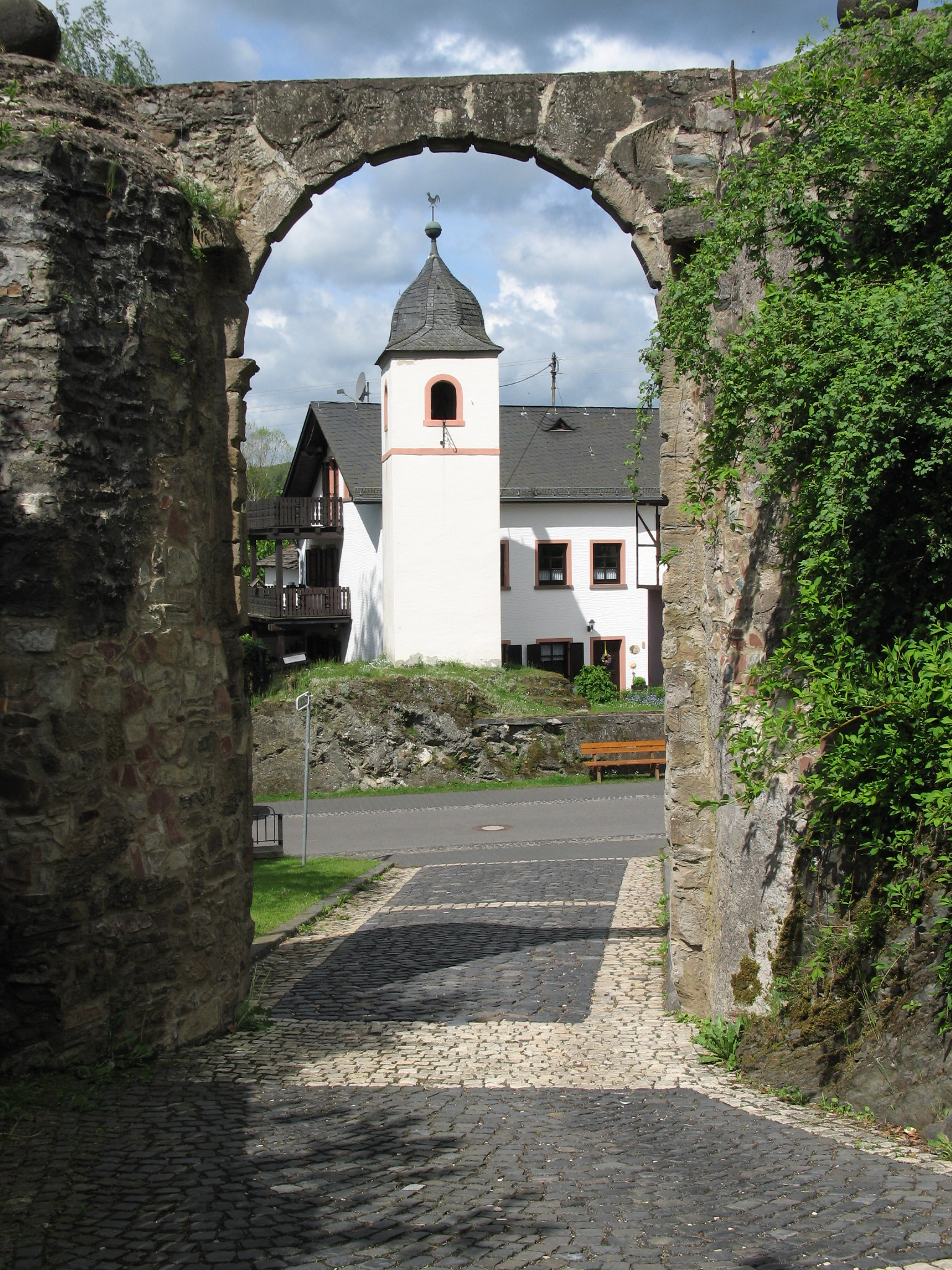
Blick aus dem Tor der Ruine der Burg Dhronecken auf den Glockenturm der Gemeinde

### Bauwerke

#### Burg Dhronecken
752 nach Christus erwähnt eine Urkunde erstmals die Dhron als "Drona", was zusammen mit der Lage im Zusammfluss, im Eck, zweier Bäche der Burg und dem Dorf den Namen gab.
Um 1300 wird erstmals schriftlich ein Ritter Conrad von Tronecken erwähnt, etwas später die „Feste Troneck“, die aber wahrscheinlich viel älter ist. Mehrfach zerstört, durch kölnische, kaiserliche und französische Truppen, schließlich durch ein Erdbeben, sind nur noch Reste vorhanden, ein Eckturm kann aber noch bestiegen werden. Die Burg war ab 1309 Altersruhesitz des letzten Templer-Provinzmeisters bzw. Großpriors für Oberdeutschland, Friedrich Wildgraf von Kyrburg.
Auf den Fundamenten der alten Burg wurden in der Neuzeit Wirtschaftsgebäude errichtet, auch ein größeres, hochragendes Gebäude, das „Schloss“ genannt und heute als Forstamt Hochwald genutzt wird. Daneben dient eine Scheune mit Balkengefüge als Bürgerhaus der Gemeinde Dhronecken. Die schön gelegenen Schlossgärten sind seit 1985 teilweise bepflanzt und gepflegt.
Unterhalb der Burg befindet sich ein Naturspielplatz auf beiden Seiten eines Bachs. Eine Wasserfurt mit Springsteinen, ein im Hang aufsteigender forumartiger Spiel- und Versammlungsort, aus mächtigen Steinblöcken, hölzerne Stege über naturbelassenes sumpfiges Gelände, Spielhäuser, eine Hängebrücke sowie eine Gleitbahn sind Attraktionen für Kinder und auch Erwachsene.
Verbindung zur Nibelungensage
Dhronecken soll nach einer Legende die Heimat des Nibelungenhelden Hagen von Tronje sein, wird dieser doch in den wichtigsten Fassungen des Nibelungenliedes als „Hagen von Troneg“ bezeichnet (auch, im Dativ: von Tronege Hagene, geborn von Tronege, helt von Tronege, von Tronegaere). Sichere Belege fehlen jedoch, auch andere Orte beanspruchen dies, doch wird in der Germanischen Altertumskunde das Dorf  Dhronecken an erster Stelle genannt.

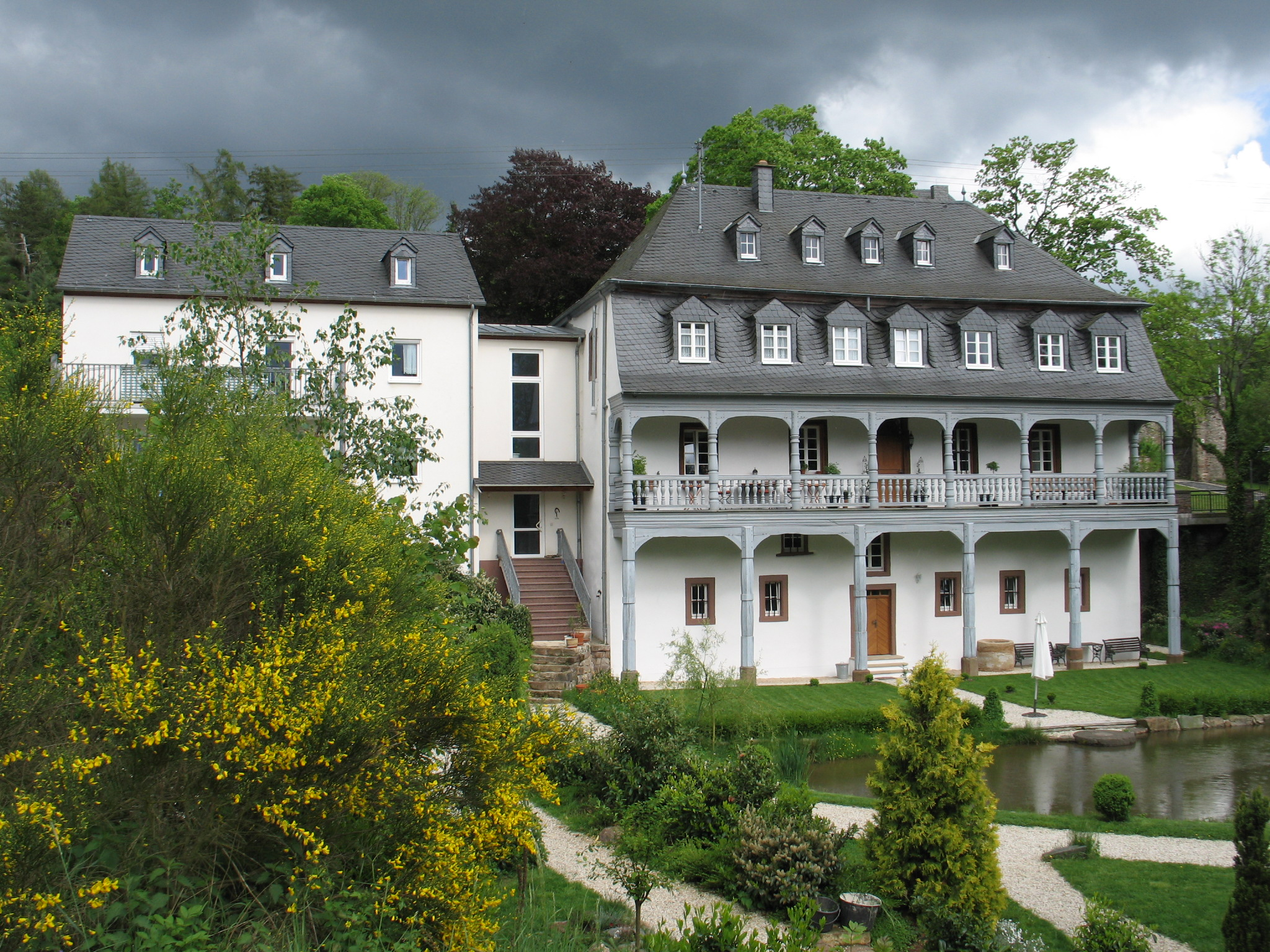
Heusner-Haus mit Altan. Erbaut um 1700

#### Wohnhaus des wild- und rheingräflichen Verwalters der Burg Dhronecken
Das Wohnhaus ist, wie dendrologische Untersuchungen zeigen, um 1700 in barockem Stil erbaut worden. Es gehörte dem wild- und rheingräflichen Verwalter der Burg Dhronecken, Friedrich Christian Heusner, der zugleich Amtmann und Richter war. Seit 1981 steht dieses Haus unter Denkmalschutz und konnte so saniert werden, dass außen seine ursprüngliche Gestalt annähernd wiederhergestellt wurde. Im Innenbereich ist die Säulenhalle mit gedrechselten 4 bis 5 m hohen Eichensäulen erhalten geblieben. Was dieses Haus kulturhistorisch hervorhebt, ist die eindrucksvoll harmonische Gestaltung der Gartenseite, sein Mansarddach, sein Altan (Gartenloggia) aus gedrechselten Eichenstämmen und eichenen Balustern. Die Familie des Erbauers Heusner stammte aus Franken, wo sich, Italien als Vorbild nehmend, auf Säulen stehende Balkone damals verbreitet fanden. Heute wird das Anwesen "Balterie" genannt, auch in Erinnerung an die Familie Hagens von Troneg, die im Nibelungenlied Baldur genannt wird.

#### Decker Mühle
Eine heute noch funktionsfähige Sägemühle ist die Decker Mühle. Sie wurde nach der Dhronecker Chronik um 1750 erstmals erwähnt.

#### Wasserturm
Ein Wasserturm, erbaut um 1900, der als Wasserreservoir für die Dampflokomotiven im ehemaligen Bahnhof diente

## Verkehr
Der Bahnhof Dhronecken lag an der mittlerweile stillgelegten Hunsrückquerbahn. Durch den Ort führt die L 153, im Süden wird er von der L 152 tangiert.

## In Dhronecken geboren
- Ludwig Heusner (1800–1861), Notar in Perl und Saarlouis, Mitglied der Frankfurter Nationalversammlung
- Anton Hisgen (1809–1864), Landrat im Kreis Wittlich